# Daniel Benmayor
Daniel Benmayor (Jersey City, 3 agosto 1978) è un regista e sceneggiatore spagnolo.

## Biografia
Inizia la sua carriera nel 2009 dirigendo il film d'azione Paintball di cui per metà ne è anche lo sceneggiatore, e nel 2010 dirige il film spagnolo Bruc. El Desafío. Nel 2010 la 20th Century Fox ingaggiò Benmayor per dirigere un secondo film su Hitman, dopo il successo del precedente diretto da Xavier Gens.

## Filmografia parziale

### Regista
- Paintball (2009)
- Bruc. El Desafío (2010)
- Tracers (2015)
- Xtremo (2021)
- Awareness (2023)